# Smiltene
Smiltene (deutsch: Smilten) ist eine Stadt im Norden Lettlands, 45 km von der estnischen Grenze entfernt. Im Jahre 2022 zählte sie 5.208 Einwohner.

## Wirtschaft und Infrastruktur
Vor allem Textil- und Holzindustrie sind in Smiltene ansässig. Es besteht eine große Straßenbaufirma sowie eine Molkerei. In Smiltene befand sich eine für die Region wichtige Poliklinik, welche heute noch eine Ambulanz betreibt.
Im Stadtgebiet befinden sich ausgedehnte Parkanlagen und mehrere Seen.

## Geschichte
Smiltene entstand in einer von Lettgallen besiedelten Gegend um die gleichnamige Burg Smilten des Erzbistums Riga. Sie befand sich zeitweise im Besitz des Livländischen Ordens, jedoch existieren heute nur noch Ruinen. Das ursprünglich aus Holz gebaute Schloss wurde im 12. und 13. Jahrhundert bewohnt und lag auf dem höchsten Berg Smiltenes auf 153 m über NN. 1560 wurde die Stadt von Truppen des russischen Zaren erobert und die Burg zerstört. Nun folgte ein wechselndes Besitztum, zunächst von Polen, dann von Schweden. Von 1721 bis 1918 gehörte der Ort wieder zu Russland. Das Landgut Smiltene wurde von
Fürst Paul Liven 1895 erworben, zu dessen Zeit ein starker Aufschwung einsetzte. Von 1912 bis 1970 bestand eine Kleinbahnverbindung nach Wolmar. Im Jahre 1920 erhielt Smiltene die Stadtrechte. 1935 lebten hier 3464 Letten, 221 Juden, 25 Deutsche, 19 Russen, 11 Polen und 14 Personen mit anderer Volkszugehörigkeit.

Stadtzentrum von Smiltene
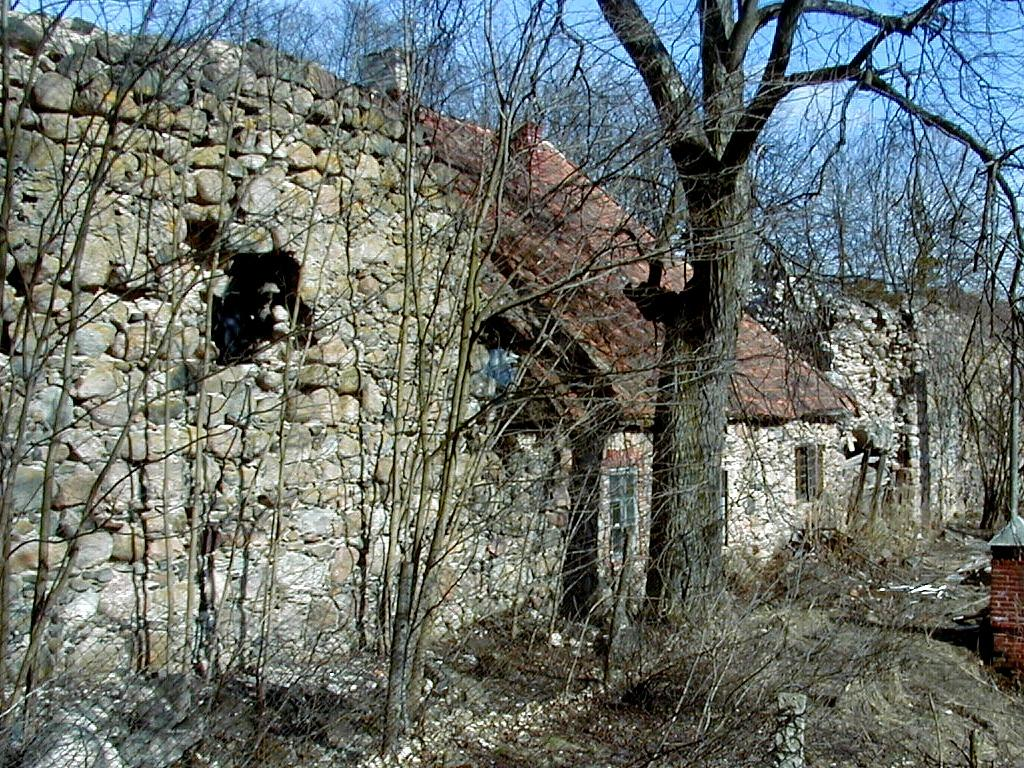
Ruine der Burg des Deutschen Ordens
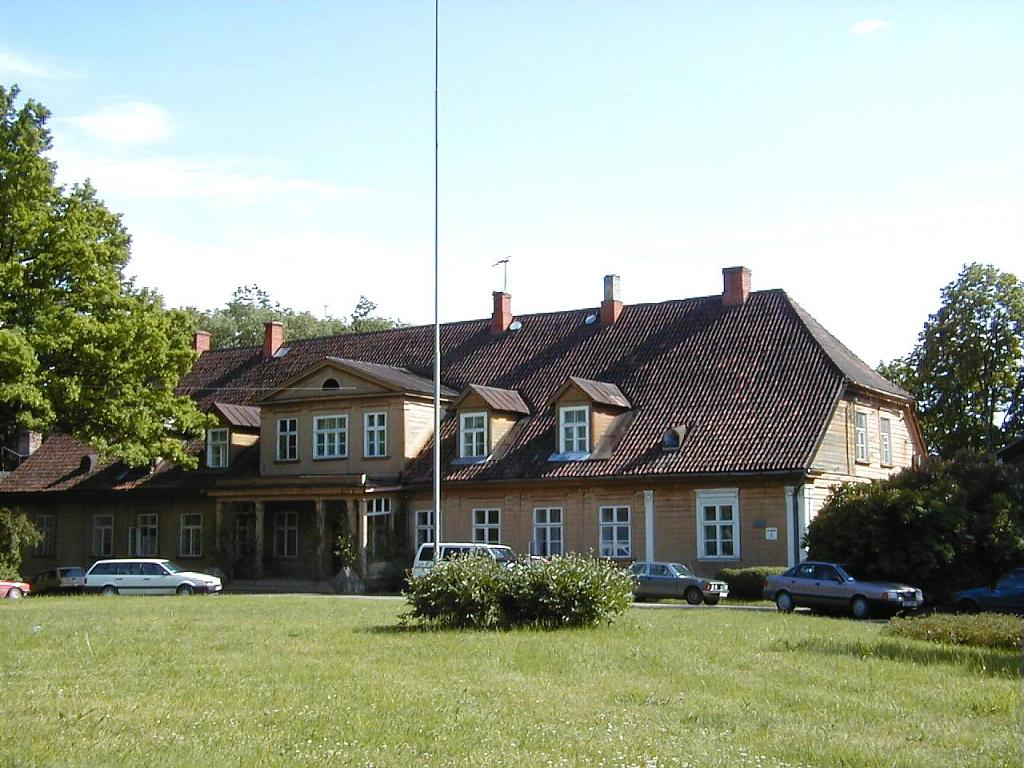
Herrenhaus des Gutes Smilten, erbaut von 1763 bis 1771
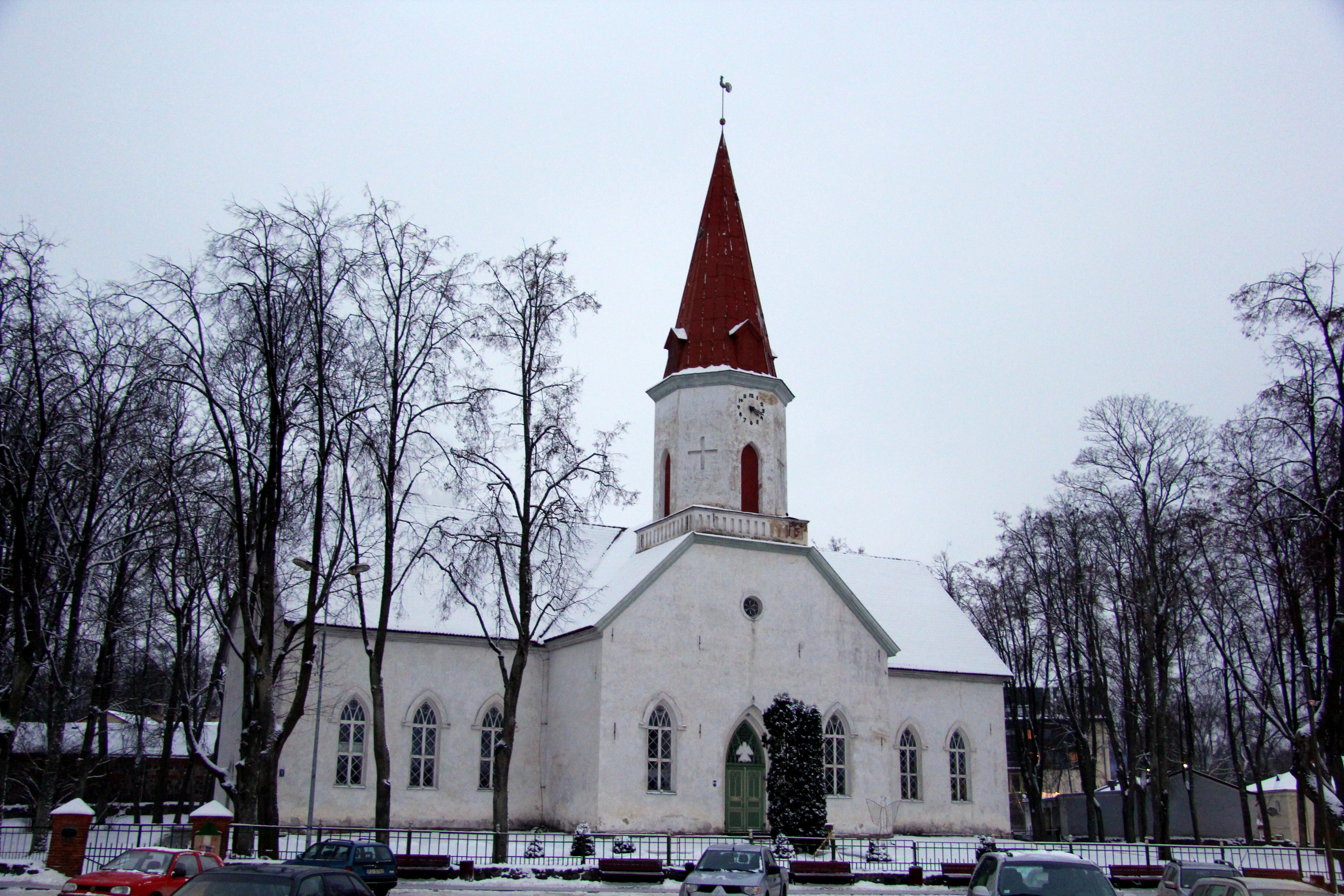
Evangelisch-lutherische Kirche, 1859 fertiggestellt
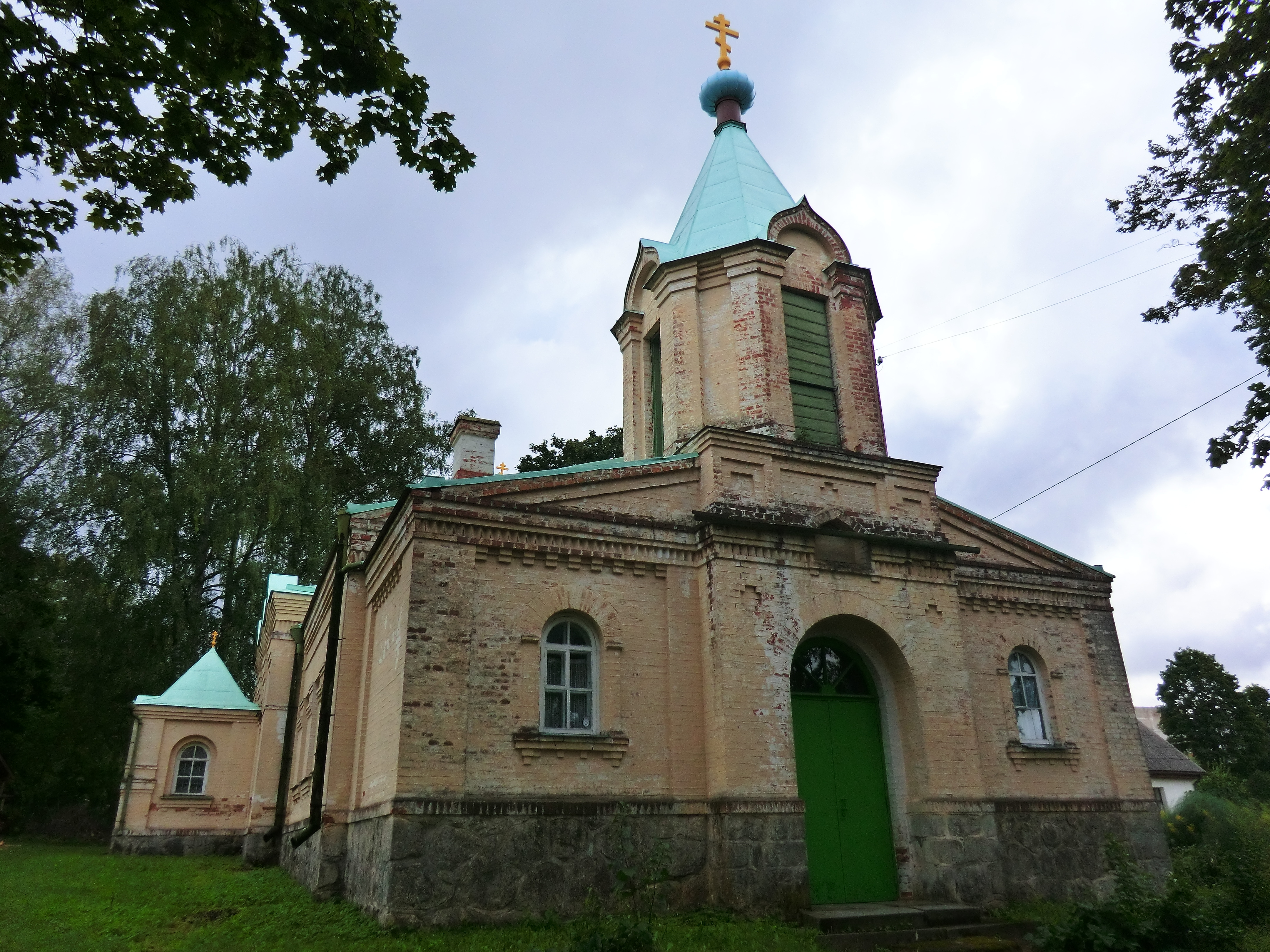
Orthodoxe Nikolauskirche, erbaut von 1895 bis 1896
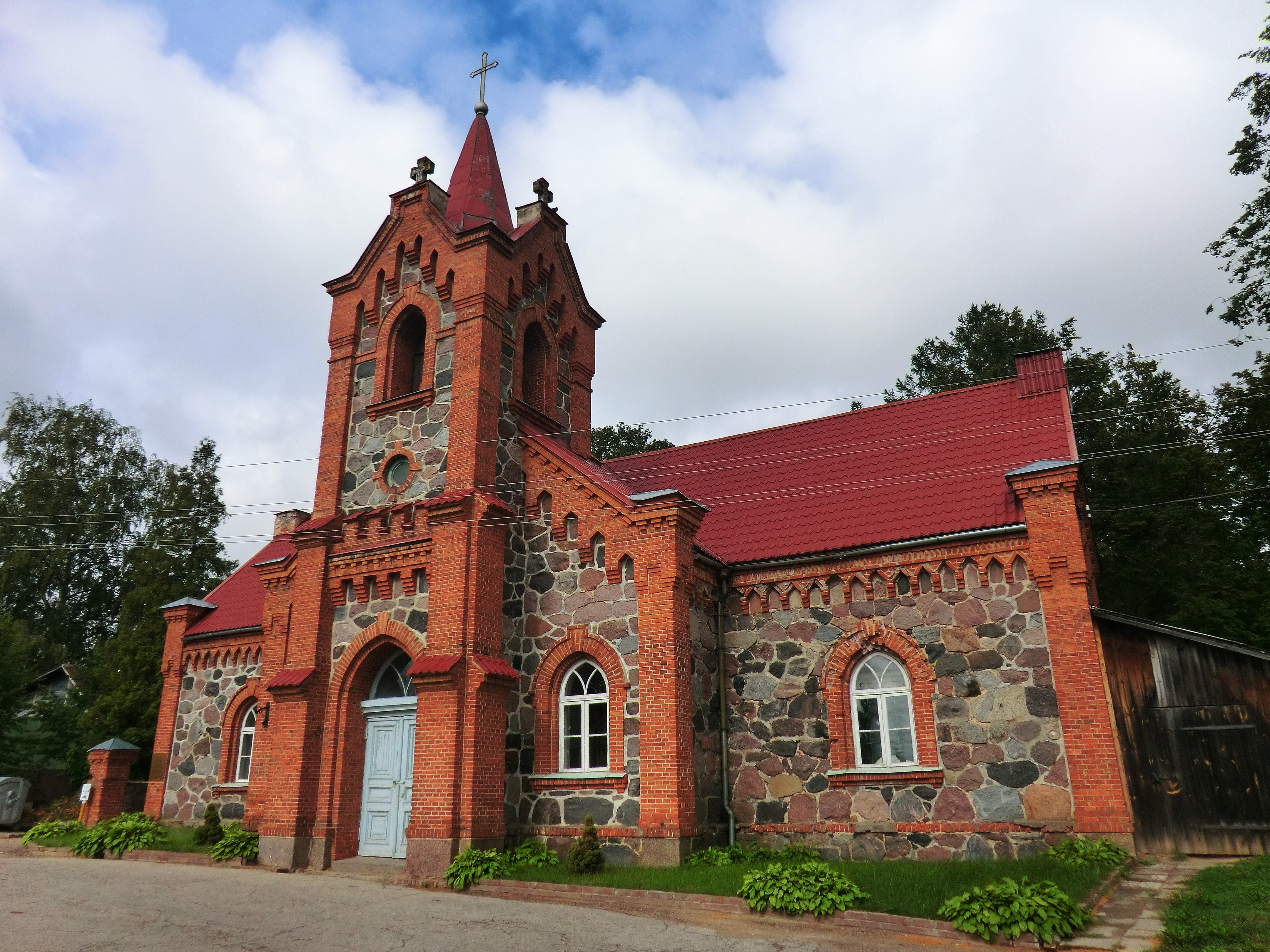
Friedhofstorbau

## Sonstiges
- Der Pastor der Lutherischen Gemeinde Smiltenes Jakob Lange (1711–1777) schrieb das erste deutsch-lettische Wörterbuch.
- Der Fußballverein Smiltenes Abuls spielt in der 1. Liga Lettlands.
- Es besteht eine Städtefreundschaft mit der nordrhein-westfälischen Stadt Willich und mit Wiesenbach (Baden).

## Smiltenes novads
2009 vereinigte sich die Stadt Smiltene mit 8 umliegenden Gemeinden zu einer neuen Verwaltungseinheit. Auf 949 km² Fläche sind 14276 Einwohner gemeldet (Stand 2010). Durch dieses Gebiet fließt der Abuls.

## Söhne und Töchter der Stadt
- Dainis Ozols (* 1966), Radsportler
- Einārs Tupurītis (* 1973), Leichtathlet[3]
- Līna Mūze (* 1992), Speerwerferin